# Логето (Болоња)
Логето (итал. Loghetto) је насеље у Италији у округу Болоња, региону Емилија-Ромања.
Према процени из 2011. у насељу је живело 88 становника. Насеље се налази на надморској висини од 169 м.